# V777 Herculis-variabel
V777 Herculis-variabeln (ZZB) är en typ av pulserande vita dvärgar. Variabeltypen bildar en undergrupp av variabler bland vita dvärgar som pulserar med samma mekanism som cepheiderna och har egna instabilitetsområden i HR-diagrammet. Variablerna är av spektraltypen DB med absorptionslinjer av enbart helium. 
Prototypstjärnan V777 Herculis har bolometrisk magnitud +13,54 och varierar i amplitud med 0,3 magnituder utan någon fastställd periodicitet.